# Lista över kända mord och mordförsök
Det här är en lista över mord och mordförsök som har begåtts under olika tidsskeden i historien och som har blivit kända. Den inkluderar mördaren, offret, bilder om detta finns, och attackens utfall samt när den ägde rum.
| Bild | Förövare                                                            | År               | Bild           | Offer                                 | Utfall    |
| ---- | ------------------------------------------------------------------- | ---------------- | -------------- | ------------------------------------- | --------- |
|      | Okänd                                                               | cirka 3300 f.Kr. |                | Ötzi                                  | Dog       |
|      | Jing Ke                                                             | 227 f.Kr.        |                | Qin Shi Huangdi                       | Överlevde |
|      | Marcus Junius Brutus (på bilden)m Gaius Cassius Longinus, med flera | 44 f.Kr.         |                | Julius Caesar                         | Dog       |
|      | Piruz Nahavandi                                                     | 644              |                | Umar ibn al-Khattab                   | Dog       |
|      | Okänd                                                               | cirka 1350-1370  |                | Bockstensmannen                       | Dog       |
|      | Balthasar Gérard                                                    | 1584             |                | Vilhelm I                             | Dog       |
|      | Guy Fawkes                                                          | 1605             |                | Jakob I av England                    | Överlevde |
|      | François Ravaillac                                                  | 1610             |                | Henrik IV av Frankrike                | Dog       |
|      | Charlotte Corday                                                    | 1793             |                | Jean Paul Marat                       | Dog       |
|      | John Bellingham                                                     | 1812             |                | Spencer Perceval                      | Dog       |
|      | Konstantinos Mavromikhalis Georgios Mavromikhalis                   | 1831             |                | Ioannis Kapodistrias                  | Dog       |
|      | John Wilkes Booth                                                   | 1865             |                | Abraham Lincoln                       | Dog       |
|      | Charles J. Guiteau                                                  | 1881             |                | James Garfield                        | Dog       |
|      | Ignacy Hryniewiecki                                                 | 1881             |                | Alexander II av Ryssland              | Dog       |
|      | Tsuda Sanzo                                                         | 1891             |                | Nikolaj II av Ryssland                | Överlevde |
|      | Sante Geronimo Caserio                                              | 1894             |                | Marie François Sadi Carnot            | Dog       |
|      | Mirza Reza Kermani                                                  | 1896             |                | Nassredin Shah                        | Dog       |
|      | Gaetano Bresci                                                      | 1900             |                | Umberto I                             | Dog       |
|      | Leon Czolgosz                                                       | 1901             |                | William McKinley                      | Dog       |
|      | Okänd                                                               | 1903             |                | Alexander I av Serbien Draga Mašin    | Dog       |
|      | Alexandros Shinas                                                   | 1913             |                | Georg I av Grekland                   | Dog       |
|      | Gavrilo Princip                                                     | 1914             |                | Franz Ferdinand                       | Dog       |
|      | Raoul Villain                                                       | 1914             |                | Jean Jaurès                           | Dog       |
|      | Felix Jusupov (lijevo na slici)                                     | 1916             |                | Grigorij Rasputin                     | Dog       |
|      | Okänd                                                               | 1922             |                | Michael Collins                       | Dog       |
|      | Eligiusz Niewiadomski                                               | 1922             |                | Gabriel Narutowicz                    | Dog       |
|      | Puniša Račić                                                        | 1928             |                | Stjepan Radić                         | Dog       |
|      | Puniša Račić                                                        | 1928             | Pavle Radić    | Dog                                   |           |
|      | Puniša Račić                                                        | 1928             | Đuro Basariček | Dog                                   |           |
|      | Okänd                                                               | 1932             |                | Mile Budak                            | Överlevde |
|      | Paul Gorguloff                                                      | 1932             |                | Paul Doumer                           | Dog       |
|      | Vlado Tjernozemski                                                  | 1934             |                | Alexander I av Jugoslavien            | Dog       |
|      | Carl Weiss                                                          | 1935             |                | Huey Long                             | Dog       |
|      | Ramón Mercader                                                      | 1940             |                | Lev Trotskij                          | Dog       |
|      | Jan Kubiš Jozef Gabčík                                              | 1942             |                | Reinhard Heydrich                     | Dog       |
|      | Rex T. Barber (på bilden) Thomas George Lanphier, Jr.               | 1943             |                | Isoroku Yamamoto                      | Dog       |
|      | Claus Schenk von Stauffenberg                                       | 1944             |                | Adolf Hitler                          | Överlevde |
|      | Nathuram Godse                                                      | 1948             |                | Mahatma Gandhi                        | Dog       |
|      | Griselio Torresola Oscar Collazo                                    | 1950             |                | Harry S. Truman                       | Överlevde |
|      | Okänd                                                               | 1954             |                | Gamal Abdel Nasser                    | Överlevde |
|      | Okänd                                                               | 1957             |                | Ante Pavelić                          | Överlevde |
|      | Talduwe Somarama                                                    | 1959             |                | Solomon Bandaranaike                  | Dog       |
|      | Jean-Marie Bastien-Thiry OAS (zastava na slici)                     | 1962             |                | Charles de Gaulle                     | Överlevde |
|      | Nguyen Van Cu Phạm Phú Quốc                                         | 1962             |                | Ngo Dinh Diem                         | Överlevde |
|      | Lee Harvey Oswald                                                   | 1963             |                | John F. Kennedy                       | Dog       |
|      | Jack Ruby                                                           | 1963             |                | Lee Harvey Oswald                     | Dog       |
|      | Norman 3X Butler Thomas 15X Johnson Talmadge Hayer                  | 1965             |                | Malcolm X                             | Dog       |
|      | James Earl Ray (på bilden) Loyd Jowers                              | 1968             |                | Martin Luther King                    | Dog       |
|      | Sirhan Sirhan                                                       | 1968             |                | Robert F. Kennedy                     | Dog       |
|      | Valerie Solanas                                                     | 1968             |                | Andy Warhol                           | Överlevde |
|      | Faisal bin Musa'id                                                  | 1975             |                | Faisal bin Abdul Aziz                 | Dog       |
|      | Dan White                                                           | 1978             |                | George Moscone Harvey Milk(på bilden) | Dog       |
|      | Kim Jae-kju                                                         | 1979             |                | Park Chung-hee                        | Dog       |
|      | Irländska republikanska armén                                       | 1979             |                | Louis Mountbatten                     | Dog       |
|      | Mark David Chapman                                                  | 1980             |                | John Lennon                           | Dog       |
|      | Samuel K. Doe                                                       | 1980             |                | William R. Tolbert                    | Dog       |
|      | John Hinckley, Jr.                                                  | 1981             |                | Ronald Reagan                         | Överlevde |
|      | Khalid Islambouli                                                   | 1981             |                | Anwar Sadat                           | Dog       |
|      | Mehmet Ali Ağca                                                     | 1981             |                | Johannes Paulus II                    | Överlevde |
|      | Vojni časnici                                                       | 1981             |                | Ziaur Rahman                          | Dog       |
|      | Satwant Singh Beant Singh                                           | 1984             |                | Indira Gandhi                         | Dog       |
|      | Irländska republikanska armén                                       | 1984             |                | Margaret Thatcher                     | Överlevde |
|      | Okänd                                                               | 1986             |                | Olof Palme                            | Dog       |
|      | Okänd                                                               | 1990             |                | Samuel K. Doe                         | Dog       |
|      | Thenmuli Rajaratnam                                                 | 1991             |                | Rajiv Gandhi                          | Dog       |
|      | Janusz Walus                                                        | 1993             |                | Chris Hani                            | Dog       |
|      | Okänd                                                               | 1993             |                | Ranasinghe Premadasa                  | Dog       |
|      | Yigal Amir                                                          | 1995             |                | Yitzhak Rabin                         | Dog       |
|      | Nairi Hunanian                                                      | 1999             |                | Vazgen Sargsian                       | Dog       |
|      | Dipendra                                                            | 2001             |                | Birendra                              | Dog       |
|      | Volkert van der Graaf                                               | 2002             |                | Pim Fortuyn                           | Dog       |
|      | Maxime Brunerie                                                     | 2002             |                | Jacques Chirac                        | Överlevde |
|      | Mijailo Mijailović                                                  | 2003             |                | Anna Lindh                            | Dog       |
|      | Zvezdan Jovanović                                                   | 2003             |                | Zoran Đinđić                          | Dog       |
|      | Okänd                                                               | 2005             |                | Rafiq Hariri                          | Dog       |
|      | Okänd                                                               | 2007             |                | Benazir Bhutto                        | Dog       |
|      | Tetsuya Yamagami                                                    | 2022             |                | Shinzo Abe                            | Dog       |
|      | Thomas Matthew Crooks                                               | 2024             |                | Donald Trump                          | Överlevde |